# Semidalis arabica
Semidalis arabica är en insektsart som beskrevs av Meinander 1977. Semidalis arabica ingår i släktet Semidalis och familjen vaxsländor. Inga underarter finns listade i Catalogue of Life.